# Whartonbekken

Whartonbekken

Het Whartonbekken is het zeegebied dat het noordoostelijke kwart van de Indische Oceaan beslaat. Het is vernoemd naar William Wharton (1843-1905), een Britse hydrograaf en admiraal in de Royal Navy. Alternatieve namen voor het gebied zijn Cocosbekken (vernoemd naar de Cocoseilanden) en West-Australisch bekken.
Het Whartonbekken bevindt zich oostelijk van Ninety East Ridge en westelijk van West-Australië. Het is een van de gebieden van de Indische Oceaan waar betrekkelijk veel tektonisch onderzoek is gedaan. Het gebied is onder meer van belang vanwege de bodembewegingen in de Indische Oceaan en aangrenzende fractuurzones,  en de relatie tussen de Indische en Australische platen.